# Патмос
Па́тмос (грец. Πάτμος) — один з островів Додеканесу у Греції, в Егейському морі, пов'язаний з ім'ям Івана Євангеліста. Тут святий, бувши засланим за проповідництво християнства, написав «Апокаліпсис». Візантійці навколо печери побудували монастир, другий у Греції за значенням після Святої Гори Афон.

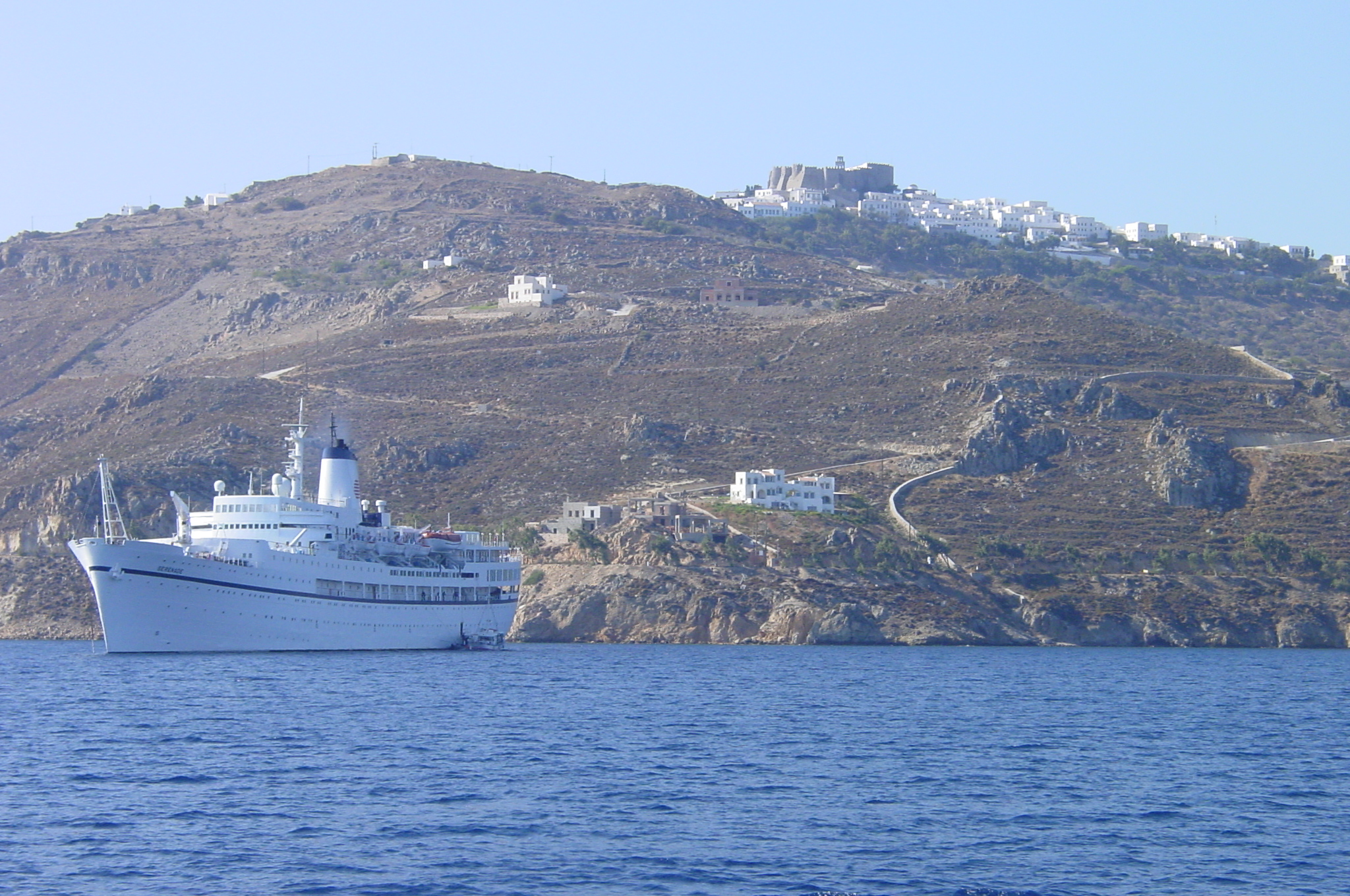
Острів Патмос. На вершині гори — монастир Іоанна Богослова, трохи нижче ліворуч — монастир над печерою Апокаліпсису

Апостола Івана намагалися отруїти, та отрута не діяла; кинули в казан з киплячою олією — вижив; заслали на острів Патмос, де він написав «Об'явлення» (грецькою «Апокаліпсис»), що є останньою книгою Святого Письма Нового Заповіту. За цісаря Нерви Іван вийшов на свободу, повернувся в Ефес, де коло року 100 помер у столітньому віці.

## Визначні місця
- Монастир Іоанна Богослова
- Печера Апокаліпсиса

## Цитата про Патмос
Я, Іван, ваш брат і спільник у біді, і в царстві, і в терпінні в Ісусі, був на острові, що зветься Патмос, за Слово Боже і за свідчення Ісуса Христа. Об'явлення 1:9